# Cacozeliana
Cacozeliana is een geslacht van slakken uit de familie van de Cerithiidae. De wetenschappelijke naam van het geslacht is voor het eerst geldig gepubliceerd in 1928 door Strand.

## Soorten
De volgende soorten zijn bij het geslacht ingedeeld:
- Cacozeliana furva (Watson, 1886)
- Cacozeliana fuscocapitulum (Hedley & Petterd, 1906)
- Cacozeliana granarium (Kiener, 1842)
- Cacozeliana icarus (Bayle, 1880)
- Cacozeliana variegata (Henn & Brazier, 1894)